# Adolphe Tohoua
Adolphe Tohoua (Abiyán, Costa de Marfil, 9 de diciembre de 1983) es un futbolista marfileño. Juega como volante en el KSK Hasselt de la Tercera División de Bélgica. 

## Carrera
Adolphe comenzó su carrera en el Río Sport d'Ányama, haciendo dupla con el mundialista de Alemania 2006 Arouna Koné. La pareja se convirtió un buenos amigos y en el 2002, Adolphe se trasladó junto a Koné a jugar en el club Lierse SK de Bélgica, mientras Koné se trasladó al Roda JC de Holanda al final de la temporada 2002/2003, Tohoua se queda hasta el final de la temporada 2005/2006, antes de pasar al R.E. Mouscron. En 2008, dos años después de salir de Mouscron, se unió a la liga rival, al FC Brussels.

## Selección nacional
También Adolphe hizo dupla con Koné en la selección de Costa de Marfil en el Mundial Sub-20 de Emiratos Árabes del 2003.

## Clubes
| Club               | País            | Año       |
| ------------------ | --------------- | --------- |
| Rio Sport d'Ányama | Costa de Marfil | 2000-2002 |
| Lierse SK          | Bélgica         | 2002-2006 |
| RE Mouscron        | Bélgica         | 2006-2008 |
| FC Brussels        | Bélgica         | 2008-2010 |
| KSK Hasselt        | Bélgica         | 2010-     |